# Церковь иконы Божией Матери «Всех Скорбящих Радость» (Ивановское)
Церковь иконы Божьей Матери «Всех скорбящих радость» (Скорбященская церковь) — православный храм Рогачёвского благочиния Сергиево-Посадской епархии в селе Ивановское Дмитровского района Московской области.

## История

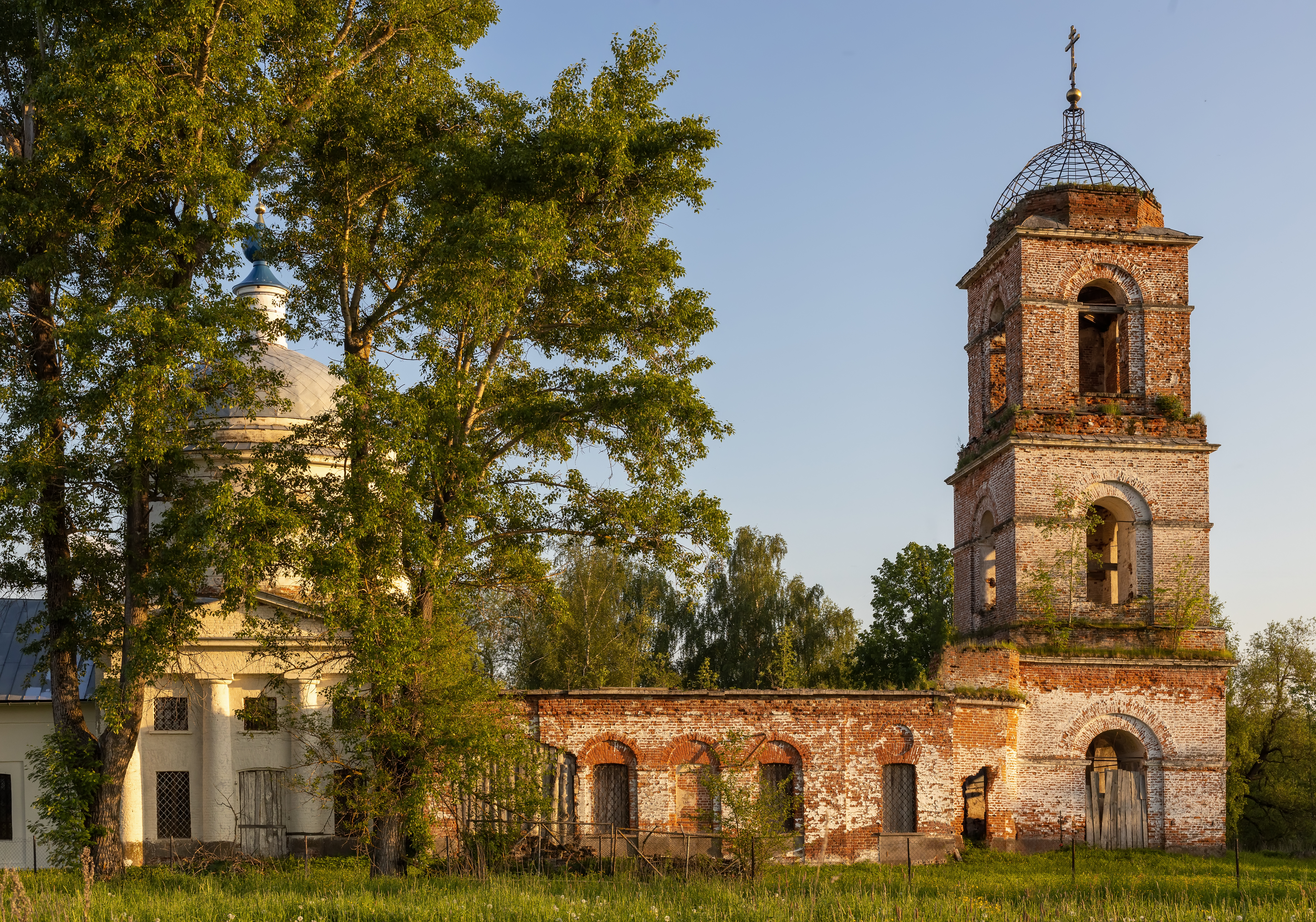
Вид церкви в 2020 году

Село Ивановское Каменского стана было подарено вместе с другими сёлами до 1428 года дмитровским князем Петром Дмитриевичем в Николо-Пешношский монастырь. В 1542 году в селе была Георгиевская церковь.
В Ивановский церковный округ входили: село Ивановское, деревни Бестужево, Назарово, Гаврильцево, Чайниково, Попиха, Новоселки, Худякино, Бородино, Чёрная и Большое Теляшево.
Во время польско-литовского нашествия церковь на пруду была разрушена, село уничтожено. На месте Ивановской пустоши было организовано заново поселение крестьян и на старом месте построена церковь в честь Георгия. В 1715 году была построена и освящена новая церковь вместо сгоревшей в честь великомученника Георгия.
В 1823 году на месте деревянной церкви Георгия Победоносца началось строительство кирпичной церкви посвящённой иконе Божией Матери «Всех Скорбящих Радость». В 1836 году строительство закончилось. Приделы были посвящены Георгию и Илье пророку.
В 1930-е годы церковь была разграблена. Здание в советское время использовалось под хозяйственные нужды колхоза.
В 2001 году церковь передана РПЦ, началось восстановление храма.
В 2019 году был водружён крест на здание церкви. На 2024 год ведутся восстановительные работы.
Церковь является памятником культурного наследия регионального значения.

## Архитектура
Основное здание представляет собой бесстолпный четверик с портиками по сторонам. Сверху расположена ротонда с окнами и главкой. Здание соединено трапезной с колокольней. Церковь выполнена в стиле ампир по проекту архитектора Ф. М. Шестакова.
Колокольня трехъярусная, из четвериков.

## Служители
•	1705—1715 год священник Иван Никитин и дьячок Селиверст Борисов